# Bamford (Derbyshire)
Pour les articles homonymes, voir Bamford.
Bamford est une paroisse civile et un village du Derbyshire, en Angleterre.